# Maria Grevesmühl
Maria Grevesmühl (* 1936 in Bremen; † 28. Oktober 1996 in Bremen) war eine deutsche Geigerin und Hochschuldozentin.

## Biografie

### Werdegang und Tätigkeiten
Maria Grevesmühl kam als jüngstes Kind des berühmten Konzertmeisters und Musikpädagogen Hermann Grevesmühl zur Welt und wuchs in wohlhabenden Verhältnissen auf. Über ihren Vater kam sie bereits früh mit dem Geigenspiel in Kontakt und erfuhr eine Ausbildung an diesem Instrument. Sie spielte – teilweise auch als Solistin – im Jugend-Kammerorchester ihres Vaters. Im Dezember 1952 lobte der Weser-Kurier ihren Vortrag von Mozarts Violinkonzert Nr. 5 A-Dur und bescheinigte der damals 15-Jährigen, dass sie „erneut ihre Begabung, aber auch ihre weitere Vervollkommnung unter Beweis“ gestellt habe. Nachweislich im Februar 1956 gehörte sie dem Kreisorchester Diepholz / Vechta an und „erntete für ihr virtuoses Spiel stürmischen Applaus.“ In den folgenden Jahren trat sie oft als Solistin auf und gastierte auch im Ausland. Im April 1968 brachte sie beim 21. Waage-Konzert in Bremen eine Sonate von Otto Busch zur Uraufführung.
Letztendlich entschied sie sich dann jedoch für eine Hinwendung zum Lehrberuf. 1972 erwarb sie bei dem Bremer Händler Dietmar Machold für 200.000 DM die Stradivari „ex Muir-McKenzie“ aus dem Jahr 1694. Mehr als 20 Jahre wirkte sie anschließend am Konservatorium der Freien Hansestadt Bremen sowie an der daraus hervorgegangenen Hochschule für Künste Bremen als Musikprofessorin. Sie war in Bremen zunächst Konzertmeisterin in Hans Joachim Kauffmanns Orchester, ehe sie in den 1980er Jahren für ihre Studenten ein eigenes Kammerorchester gründete.
Zwischen 1987 und Oktober 1993 amtierte Grevesmühl als Präsidentin der in Mainz ansässigen European String Teachers Association (ESTA). Darüber hinaus war sie 1988 und 1989 Mitglied der Jury beim Internationalen Wettbewerb für Violine der Kulturstiftung Hohenlohe. Ferner gehörte sie dem Kuratorium der Dr. Ernst Koch-Stiftung (heute: ESTA Foundation for young string players) an, aus dem sie auf eigenen Wunsch ebenfalls im Oktober 1993 ausschied.
Sie blieb kinderlos und unverheiratet.

### Tod
Am 28. Oktober 1996 fuhr Maria Grevesmühl nach einer abendlichen Probe (Edvard Griegs Aus Holbergs Zeit) mit dem Regionalzug aus dem Stadtzentrum nach Hause. Am Bahnhof Bremen-Schönebeck erlitt sie bei einem Treppensturz einen Schädelbasisbruch und sehr schwere Verletzungen im Gesicht. Wenig später fand ein 15-jähriger Junge ihre Leiche auf der Bahnhofstreppe, daneben lag Grevesmühls Handtasche. Die Polizei fand in der Handtasche Schmuck und Bargeld. Die Stradivari jedoch war gestohlen worden, weshalb die Ermittlungsbehörden schnell von einem Verbrechen ausgingen. Am 6. November 1996 wurde Maria Grevesmühl auf dem Friedhof Alt-Aumund beigesetzt.

## Aufarbeitung des Raubes mit Todesfolge
Das Kommissariat 31 der Kriminalpolizei wurde mit einer 14-köpfigen Mordkommission aktiv, für Hinweise wurde eine Belohnung von 60.000 DM ausgesetzt. Der Fall erregte bundesweit große Aufmerksamkeit und wurde in den Medien breit rezipiert. Ein Kamerateam von Radio Bremen begleitete die Ermittlungen und zeichnete Material für die Dokumentarfilmreihe Unter deutschen Dächern auf.
Zwei Tage nach der Tat konnte – im Beisein der Journalisten – der Rumäne Marin Boaca (* 1965) als Tatverdächtiger verhaftet werden. Er hatte versucht, die Violine an einen Bremer Hehler zu verkaufen. Dieser informierte die Polizei. Boaca war als Taschen- und Ladendieb bereits einige Male polizeilich in Erscheinung getreten, wegen Raubes und Körperverletzung vorbestraft sowie mehrfach ausgewiesen beziehungsweise abgeschoben worden und wieder nach Deutschland zurückgekehrt.
Als die Beamten bei Boaca eine Visitenkarte von Grevesmühls Student Vasile Dárnea fanden, gab Boaca an, lediglich in dessen Auftrag gehandelt zu haben. Auch diese Aussage sowie eine spätere Vernehmung nahmen die Medienvertreter heimlich auf. Bei der Obduktion des Opfers waren sie ebenfalls anwesend. Bei zwei Durchsuchungen von Dárneas Wohnung machten sie private Foto- und Videoaufnahmen von ihm, die in ihren Film integriert wurden. Die Polizisten bedrängten Dárnea massiv, da sie in ihm den Hauptdrahtzieher der Tat sahen. Diese Ansicht wurde von vielen Pressevertretern geteilt. Schnell kam es zu einer medialen Vorverurteilung des Studenten.
Boaca verstrickte sich jedoch zunehmend in Widersprüche. So behauptete er zunächst, die Dozentin gestoßen zu haben, revidierte seine Aussage aber dann dahingehend, ihr lediglich die Geige abgenommen zu haben. Dabei müsse sie vor Schreck gestolpert sein. Drei Monate nach seiner Verhaftung wurde der Violinstudent Dárnea mangels dringenden Tatverdachts nach 13 Wochen aus der Untersuchungshaft entlassen. Die Strafkammer II des Landgerichts Bremen – vor der später auch die Verhandlung stattfinden sollte – hatte festgestellt, dass zwei vom Fernsehen begleitete Hausdurchsuchungen bei ihm rechtswidrig waren, da keine richterliche Anordnung vorgelegen hätte und auch nicht Gefahr im Verzug war. Das Landgericht Hamburg verfügte zudem, dass mehrere Passagen des von Radio Bremen produzierten Films Der Fall Stradivari nicht ausgestrahlt werden dürfen. Am 28. Mai 1997 wurde die Reportage von Dirk Blumenthal erstmals im Ersten gesendet.
Dárneas Strafverteidiger warf der Polizei in seinem Schlussplädoyer vor, einzelne Beamte hätten sich von der „vom Fernsehen inszenierten Dramatik hinreißen lassen“ und seien der „Suggestion einer von ihr [der Polizei] mitgeschaffenen Dramatik erlegen“.
Am 15. Mai 1998 wurde Boaca dem Antrag der Staatsanwaltschaft folgend zu 13 Jahren Freiheitsstrafe wegen des Raubes mit Todesfolge verurteilt. Dárnea, für den drei Jahre Haft gefordert worden waren, wurde freigesprochen. Eine Revision der Staatsanwaltschaft hiergegen wurde im November 1998 abgewiesen.
Margot Overath produzierte im gleichen Jahr für Radio Bremen, den NDR, den WDR, den ORB und den SFB das Radio-Feature Raub der Stradivari – Die Geschichte eines jungen Geigers unter falschem Verdacht.

## Publikationen
- Vorwort zu: Wolf-Dietrich Eulitz: Motorik und Biomechanik des Violinvibratos und Fingeraufsatzes – Die spielmuskulären Synkinesen und arbeitsphysiologischen Kriterien der linken Geigerhand. Selbstverlag, Berlin 1994, ISBN 978-3-9806152-0-4.